# يو (تطبيق)
يو (بالإنجليزية: Yo)‏ تطبيق اجتماعي للأجهزة العاملة بأنظمة آي أو إس، أندرويد، وويندوز فون. في البداية، وظيفة التطبيق الوحيدة كانت إرسال أصدقاء المستخدم كلمة "yo" كإشعار نصي وصوتي، لكن منذ أن جرى تحديث التطبيق سُمِحَ للمستخدمين بإرفاق روابط ومواقع جغرافية إلى الـ«يو» خاصتهم.

## تاريخ
يو أُبتكر من قبل أور أربيل في ثمانِ ساعات، وبدأ إطلاقه في يوم كذبة أبريل لسنة 2014 لأجهزة الأندرويد والآي أو إس. الرئيس التنفيذي للتكنولوجيا في منصة تداول الأسهم ستوكس، أربيل ترك وظيفته وبدأ منذ ذلك الحين العمل على التطبيق بدوامٍ كامل. التطبيق تلقى إستثمارًا بقيمة مليون دولار أمريكي من قبل مجموعة من المستثمرين برئاسة موشيه هوغيغ، الرئيس التنفيذي لشركة موبيل، الذي في الأساس طلب من أربيل أن يصمم له تطبيق زر منفرد لنداء مساعده. في يوليو 2014 أطلق التطبيق لهواتف ويندوز فون. التطبيق قدرّ بقيمة تتراوح ما بين 5 إلى 10 ملايين دولار في يوليو 2014 وحصل لتمويله على ما يزيد علن المليون ونصف المليون دولا. موقع إفتتت ضم يو كخيار لخدماته في يوليو 2014.
أربيل ظل مهتمًا في توسيع التطبيق لضم المزيد من الوظائف بما فيها إضافات يمكن إستخدامها من قبل المدوّنين لإرسال «يو» لمتابعيهم مع رابط لمدونتهم مرفقة بأيً كان من منشورات المدون؛ الميزة التي تم تنفيذها منذ ذلك الحين. التحديث الأول لمحتوى التطبيق أطلق في أغسطس 2014، وقد أضاف وظائف إضافية له، ضمت قابلية إرسال روابط المواقع الإلكترونية والوسوم، وإنشاء لاحةللمستخدمين.
في 20 يونيو 2014، مجموعة من طلاب معهد جورجيا التقني اخترقت التطبيق، مما سمح لهم الحصول على رقم هاتف أي مستخدم ووإرسال إشعارات «يو» مزعجة لأي من مستخدمي التطبيق. بعد إصلاع الخلل، أربيل وظف أحد المخترقين للعمل معه في الشركة.
في أكتوبر 2014، قدم التطبيق وظائف تسمح للمستخدمين إرسال أماكن تواجدهم عن طريق الموقع الجغرافي للمستخدمين الأخرين بنقرة مزدوجة بسيطة على اسم المستخدم.
في يونيو 2015، أطلق يو النسخة الثانية من تطبيقه مع عدد من المزايا الجديدة. واجهة المستخدم حُدثت لكي تسمح للمستخدمين إرسال صور أو أماكن تواجدهم ضمن تمريرة واحدة بإصبعهم ونقرة من الصفحة الرئيسية لهاتفهم. النسخة الجديدة تمكن المستخدمين أيضًا من جمع أصدقائهم في مجموعات لذا بإمكانهم قول «يو» لعدد من الأشخاص بنقرة واحدة.

## الإستقبال
منذ إصداره، تم تنزيل يو ما يزيد عن ثلاثة ملايين مرة وما يزيد عن 100 مليون 'يو' أرسلت في يوم واحد. الاقتصادي يوكايم فلس، في مورغان ستانلي، أعرب عن رغبته في التطبيق لبساطته. التطبيق حقق المرتبة الثالثة في متجر آب ستور، ولكن منذ ذلك الحين بدأ ترتيبه في التقلب.
منذ أن أضيفت الوظائف الجديدة، نال التطبيق اهتمام العلامات التجارية والشركات التي تسعى للوصول إلى جمهور مستعملي الهواتف المحمولة. نوتابلي، الرابطة الوطنية لكرة السلة، جنرال إلكتريك  ويو إس أي توداي  استخدموا المنصة للتواصل مع مستخدميهم. واجهة برمجة التطبيقات ليو المفتوحة  أنتجت مجموعة من الخدمات بواسطة المنصة تضم خدمات ترسل لك «يو» مع رابط لتوصيل معلومات عن موعد توصيل شحنتك الخاصة وتكامل مع  إنستغرامتقوم بإرسال يو للمستخدم مع رابط كل مرة مستخدم الإنستاغرام المفضل لديك يقوم برفع صورة.